# أبو زيد زمانه (فلم)
أبو زيد زمانه هو فيلم مصري من إخراج أحمد السبعاوي وبطولة محمود حميدة، إلهام شاهين، ممدوح وافي، فتوح أحمد ورأفت راجي،  صدر الفيلم في 11 ديسمبر 1995.

## نبذة
أبو زيد شاب جامعي يحب زميلته الثرية ويرفض خالها والوصي عليها هذا الزواج، وأمام إصرارها، يوصي بألا ترثه إلا إذا مات زوجها، وهكذا تمتليء حياة الزوجان بالشك والخلاف.

## وصلات خارجية
- مقالات تستعمل روابط فنية بلا صلة مع ويكي بيانات
- أبو زيد زمانه على موقع الدهليز